# تفاعل حيوي

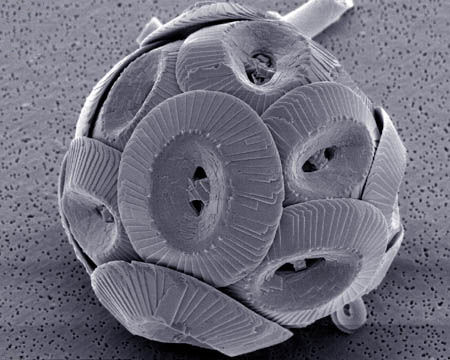
كوكوليثوس بيلاجيكوس

تفاعل حيوي هو التفاعل بين الخلايا، والأنسجة الحيوية أو مادة حيوية مع مواد أخرى.السبب وراء أو الدافع لتأسيس علم التفاعل الحيوي ينبع من الحاجة الملحة لزيادة فهم التفاعلات بين الجزيئات الحيوية والسطوح.ان فهم سلوك النظم المعقدة للجزيئات الضخمة في المواد البينية هام جدا في مجالات الأحياء، والتقانة الحيوية، والتشخيص، والطب.و التفاعل الحيوي علم متعدد التخصصات.
المواضيع التي تهم هذا العلم تشمل، وعلى سبيل المثال لا الحصر :
- التفاعلات العصبية
- الخلايا في هندسة البيئة الصغيرة والطب التجديدي
- النمذجة الحسابية للتفاعلات الحيوية
- الجسيمات النانوية المستهدفة لتوصيل الادوية والتصوير.
- الأغشية والأغشية القائم في مجال التحسس الحيوي.
- الببتيدات، الكربوهيدرات والدنا في التفاعلات الحيوية.
- المرضية والكشف عن العوامل الممرضة.
- تفاعلات جزيئيا.
- الأنابيب الجزيئية.